# Banksia verticillata
Banksia verticillata, comúnmente denominada banksia granito o banksia Albany, es una especie de arbusto o árbol del género Banksia.  Es originaria del suroeste de Australia Occidental y suele alcanzar hasta 3 metros de altura. Crece principalmente en áreas protegidas y en menor grado en áreas más expuestas. Esta especie tiene hojas elípticas de color verde e inflorescencias de color amarillo brillante, que aparecen entre verano y otoño. El mielero de Nueva Holanda (Phylidonyris novaehollandiae) es el polinizador más destacado, aunque varias otras especies de mieleros, así como las abejas, también suelen polinizarlo.
Esta especie ha sido declarada como vulnerable. Se encuentra en dos poblaciones separadas a lo largo de la costa sur de Australia Occidental, con la población principal cerca de Albany y una población más pequeña cerca de Walpole. Está seriamente amenazada por el Phytophthora cinnamomi y el Zythiostroma. Además, su población se ha visto reducida a causa de lo grandes incendios forestales, a esto se suma que la planta tarda más de una década en producir semillas.

## Descripción
La planta crece como un árbol tupido y extenso con muchas ramas de hasta 3 metros, pero puede alcanzar los 5 metros en algunos lugares protegidos. Puede ser mucho más bajo o incluso adoptar forma de arbusto en áreas muy expuestas que son azotadas por fuertes vientos u ocasionalmente crecer como un árbol de un solo tronco.
La corteza gris áspera tiene fisuras, los tallos y ramas son finamente vellosos cuando son jóvenes y se vuelven lisos con el tiempo. Las hojas coriáceas de color verde brillante están dispuestas en espiral o alternativamente en las ramas, y nacen en pecíolos de 0,5 a 1,1 mm. Miden 3 a 9 cm de largo y 0,7 a 1,2 cm de ancho, y son de forma elíptica con márgenes recurvados por completo. Inicialmente son pilosos y se vuelven suaves con la madurez, aunque su parte inferior permanece cubierta de pelo blanco. 
Las inflorescencias de color amarillo aparecen entre verano y otoño (de enero a abril) y miden entre 8 y 20 cm de altura y 6,5 cm de ancho. Los pistilos lisos miden de 3 a 3,5 cm de largo y tienen un extremo en forma de gancho.
Las flores se abren individualmente desde la base de la inflorescencia hacia arriba, la antesis. Ocasionalmente las flores en las partes más expuestas suelen más abrirse temprano. Todas las flores tardan alrededor de 9 días y medio en abrirse, siendo similar durante el día y la noche. 
Las inflorescencias envejecen hasta volverse grises y las flores viejas individuales permanecen un tiempo antes de caer. Hasta 100 pequeños folículos pueden seguir a las espigas de flores viejas. Miden entre 1.1 y 1.5 cm de ancho y suelen sobresalir entre 2 y 3 mm de la espiga. Se abren después de varios años, liberando la semilla. Los folículos aparecen más comúnmente en el tercio medio. Se desconocen las razones de esto, aunque el momento de la visita de los polinizadores o algún factor anatómico puede ser relevante.

## Taxonomía

#### Descubrimiento y nombramiento

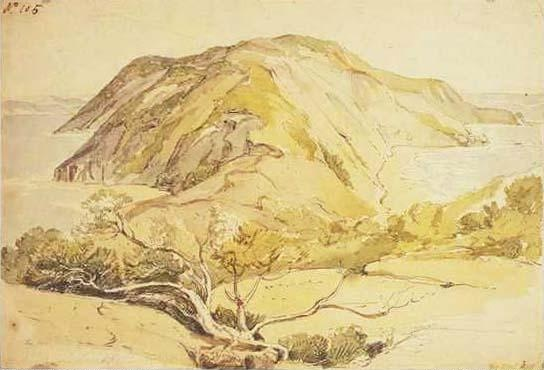
King George's Sound vista de la península al norte de Peak Head, boceto realizado por William Westall en diciembre de 1801. El arbusto extenso en primer plano se ha identificado como B. verticillata, lo que haría este boceto, junto con otro, uno de los primeros dibujos conocidos de la especie.

La primera colección botánica conocida de esta planta fue realizada por el médico cirujano y naturalista escocés Archibald Menzies, durante una visita a la expedición Vancouver entre septiembre y octubre de 1791. Como resultado de esta colección, el cultivo de esta especie se introdujo en Inglaterra. Sin embargo, no resultó en la publicación formal de la especie.
La siguiente colección conocida fue en diciembre de 1801, durante la visita del HMS Investigator al King George Send. Poco se sabe de las circunstancias de esta colección, aparte de lo que está escrito en la etiqueta del espécimen: "King Georges Sound, December, 1801". El espécimen fue atribuido a Robert Brown, pero el jardinero Peter Good y el artista botánico Ferdinand Bauer también contribuyeron a la colección de especímenes de Brown, a menudo sin atribución. No se puede dar la fecha ni el lugar más precisos, ya que ni Brown ni Good mencionan la colección en su diario. Bauer no publicó ilustraciones de la especie y sus bocetos originales se perdieron, pero William Westall parece haberlo incorporado en dos de sus bocetos y ciertamente lo incluyó en el primer plano de uno de los óleos que luego elaboró para el almirantazgo.
Brown describió y nombró formalmente a la especie en On the Proteaceae of Jussieu en 1810. No identificó un tipo de espécimen, pero el único espécimen de su colección ha sido declarado oficialmente lectotipo de la especie. Tampoco dio explícitamente una etimología para el epíteto, pero se acepta que el nombre deriva del latín verticillatus ("verticilo"), en referencia a la disposición de las hojas verticiladas.
No se han identificado subespecies o variedades de la Banksia verticillata y no tiene sinónimos taxonómicos. En 1891 Otto Kuntze, en su Revisio Generum Plantarum, rechazó el nombre genérico Banksia L.f., alegando que el nombre Banksia había sido publicado previamente en 1776 como Banksia J.R.Forst & G.Forst, refiriéndose al género ahora conocido como Pimelea. Kuntze propuso Sirmuellera como alternativa, refiriéndose a esta especie como Sirmuellera verticillata. Este nombre fue rechazado por los contemporáneos y Banksia L.f. fue conservado formalmente y Sirmuellera rechazada en 1940.

#### Lugar infragénerico
En la Disposición taxonómica de la Banksia de Brown, la B. verticillata se encuentra entre la B. compar (ahora B. integrifolia subsp. Compar) y B. coccinea (scarlet banksia) en orden filético. No se proporcionó ningún información infragénerica más que la eliminación de una especie distintiva en un subgénero propio, debido a la inusual cabeza abovedada de la flor. Como las flores de B. verticillata se encuentran en espigas florales, se mantuvo a las Banksia verae, como las "verdaderas banksias". Esta luego fue rebautizada como Eubanksia por el botánico austriaco Stephan Endlicher y la B. verticillata permaneció entre las mismas dos especies que en la secuencia de Brown. Una disposición más detallada fue publicada por Carl Meissner en 1856. La Eubanksia fue degradada al rango seccional y lo dividió en cuatro series. La B. verticillata se colocó en la serie Salicinae porque sus hojas son más o menos lineales y tienen el envés blanco. Basadas en las características de la hoja, Basadas como estaban en caracteres de hojas, las series de Meissner eran heterogéneas y George Bentham las descartó todas en su revisión de las Banksias en 1870. En cambio la B. verticillata se colocó en una nueva sección, en la de las Oncostylis, debido a sus estilos en forma de gancho. Este disposición duraría más de un siglo.
Durante muchos años hubo confusión entre B. verticillata y B. littoralis. Hasta 1984, este último estaba circunscrito como abarcando lo que ahora es Banksia seminuda, que tiene las hojas verticiladas como B. verticillata. Por lo tanto, fue fácil percibir a la B. verticillata dentro del rango de variación de esta especie ampliamente definida. La confusión se aclaró en gran medida una vez que la B. seminuda fue reconocida como un taxón distinto.

## Distribución y hábitat
Banksia verticillata se encuentra en poblaciones dispersas en dos segmentos separados: uno agrupado alrededor de Walpole y el otro alrededor de Albany, hacia el este hasta la playa de Cheynes. Todos menos uno se encuentran a 2 km de la costa, la excepción es a menos de 10 km tierra adentro. Las plantas crecen en afloramientos de granito costeros expuestos, a menudo en grietas dentro de rocas, así como en suelos rocosos poco profundos. Es la única Banksia que crece exclusivamente en suelo granítico. Crece cerca de las Taxandria marginata, mentas de Australia Occidental (Agonis flexuosa), Andersonia sprengelioides y especies de las Hakea en matorrales y brezales.